# Spoorlijn Saint-Germain-du-Puy - Cosne-Cours-sur-Loire
De spoorlijn Saint-Germain-du-Puy - Cosne-Cours-sur-Loire was een Franse spoorlijn van Saint-Germain-du-Puy naar Cosne-Cours-sur-Loire. De lijn was 67,1 km lang en heeft als lijnnummer 689 000.

## Geschiedenis
De lijn werd geopend door de Compagnie du chemin de fer de Paris à Orléans op 18 december 1893 met als doel een strategische verbinding te maken tussen Bourges en Toul. Tussen 17 juni 1940 en 26 september 1941 was de lijn gesloten tussen Bannay en Cosne-sur-Loire op last van de militaire autoriteiten die deze wilden gebruik voor wegverkeer. Tussen 23 augustus 1944 en 5 mei 1948 was dit gedeelte wederom gesloten doordat het terugtrekkende Duitse leger de brug vernietigde. 
Personenvervoer was er tot 1 juli 1966. Goederenvervoer werd stapsgewijs afgebouwd:
- Veaugues - Sancerre: 17 juli 1967
- Sancerre - Saint-Satur: 5 juli 1971
- Les Aix-d'Angillon - Veaugues: 24 juni 1987
- Maubranche - Les Aix-d'Angillon: 24 september 1989
- Saint-Satur - Cosne-sur-Loire: april 1999
- Saint-Germain-du-Puy - Maubranche: 2012

## Aansluitingen
In de volgende plaats is er een aansluiting op de volgende spoorlijn:
Saint-Germain-du-Puy
RFN 690 000, spoorlijn tussen Vierzon en Saincaize
Saint-Satur
RFN 692 100, spoorlijn tussen Saint-Satur en Saint-Satur-Gare-d'Eau
Cosne-Cours-sur-Loire
RFN 750 000, spoorlijn tussen Moret-Veneux-les-Sablons en Lyon-Perrache
RFN 753 000, spoorlijn tussen Laroche-Migennes en Cosne

## Galerij

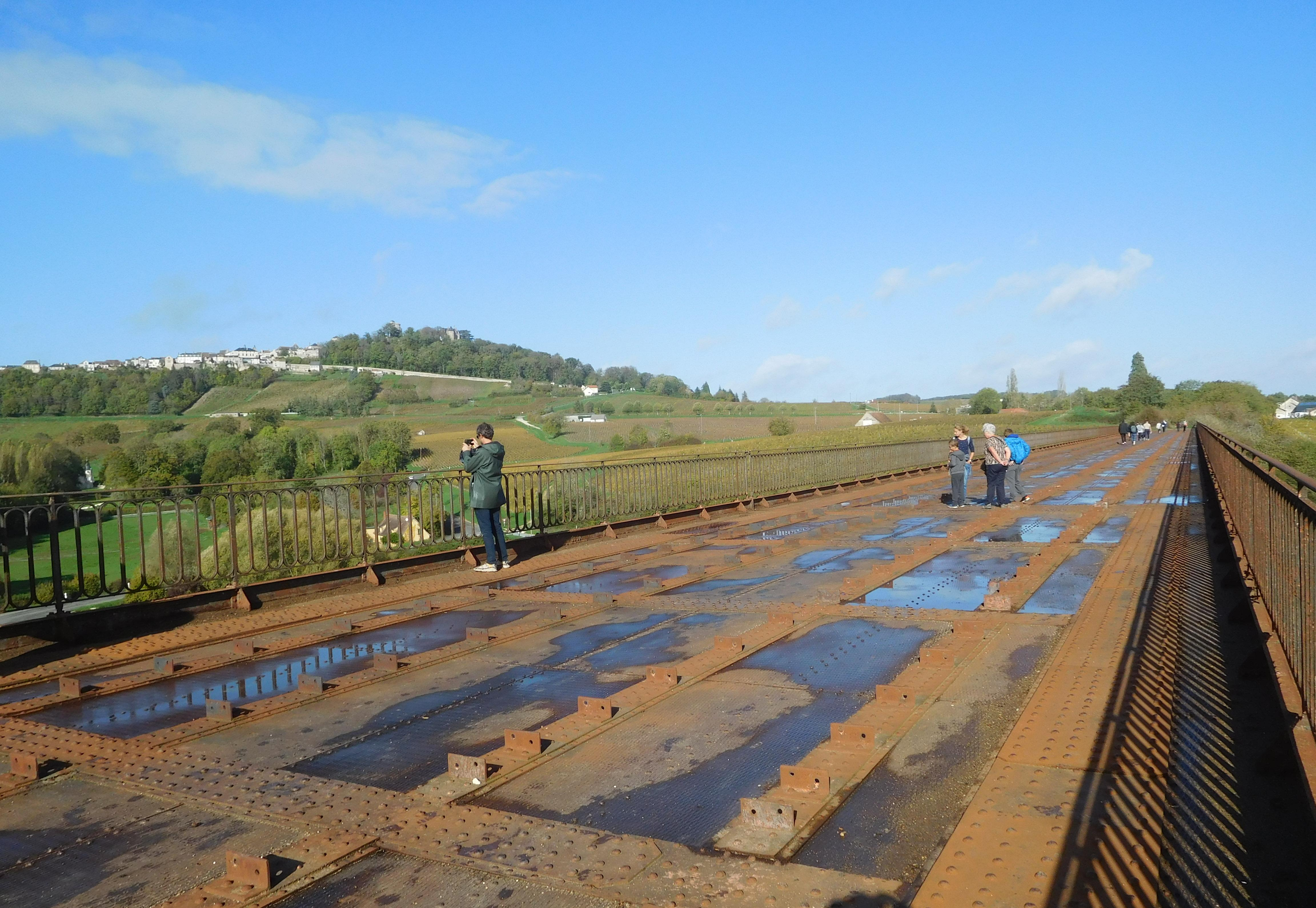
Viaduct van Lestang.
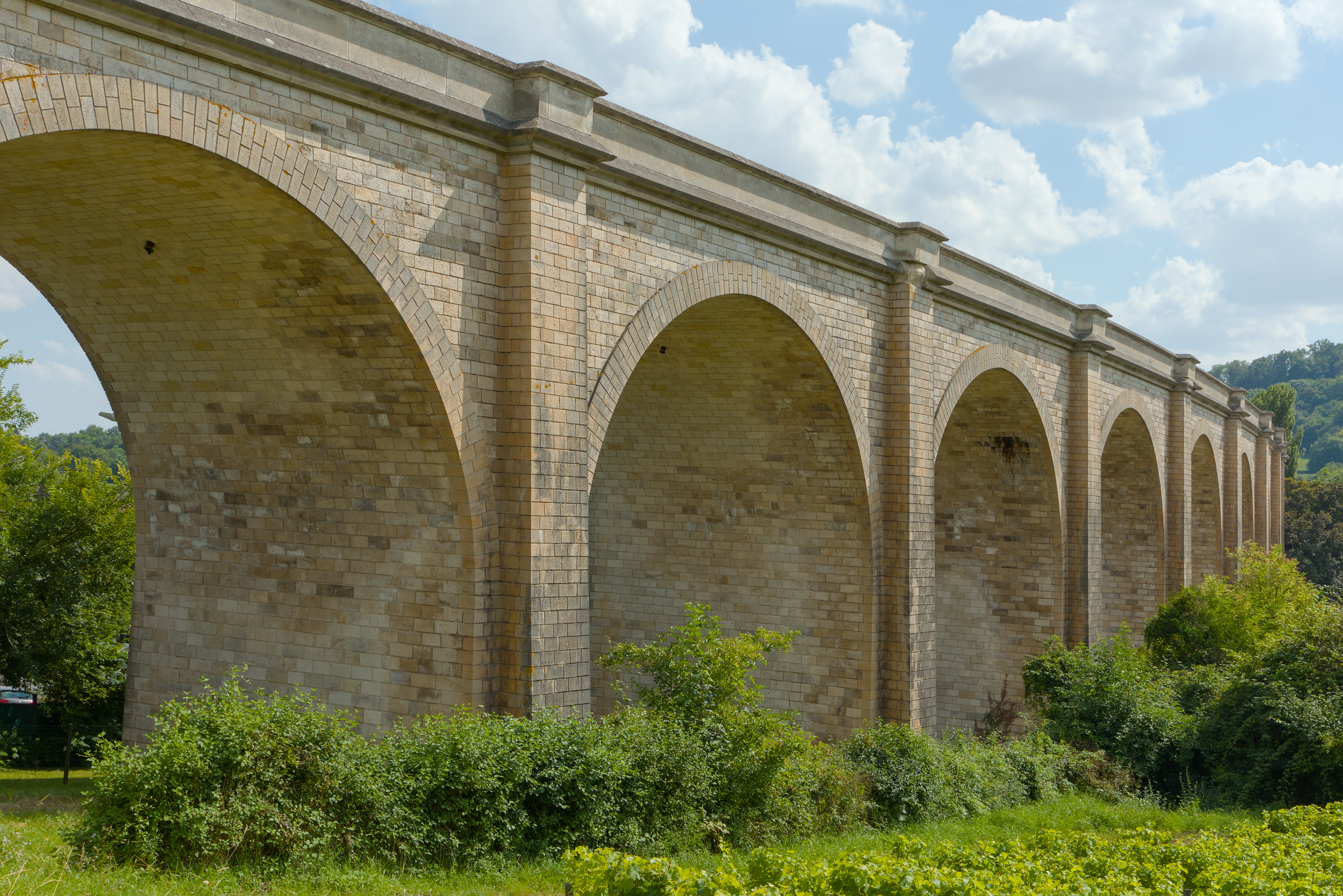
Viaduct van Saint-Satur.